# Kabale und Liebe
Pour plus de détails, voir Fiche technique et Distribution.
Kabale und Liebe (en français, Cabale et Amour) est un téléfilm germano-autrichien réalisé par Leander Haußmann, diffusé pour la première fois en 2005.
Il s'agit de l'adaptation de la pièce de Friedrich von Schiller.

## Synopsis
Ferdinand est sur le point de se marier, comme l'a organisé son père, le président, à Lady Milford, mais Ferdinand le refuse. Alors que Lady Milford tente de dissuader le prince à son gouvernement tyrannique par une liaison, Ferdinand avoue son amour à une fille de la bourgeoisie. Il est déterminé à briser la Ständeklausel, se rebeller contre son destin et à être avec Louise. Avec une intrigue sournoise, des potins et des trahisons, la cabale suit son cours.

## Fiche technique
- Titre : Kabale und Liebe
- Réalisation : Leander Haußmann assisté de Henrike Wöbking et d'Annie Grossmann
- Scénario : Leander Haussmann, Boris Naujoks (de)
- Musique : Kai Fischer
- Direction artistique : Joris Hamann
- Costumes : Thomas Oláh
- Photographie : Tilman Büttner (de)
- Son : Wolfgang Schukrafft
- Montage : Mona Bräuner
- Production : Detlev Buck
- Société de production : Boje Buck Produktion, Lotus Film
- Société de distribution : ZDF, ÖRF
- Pays de production :  Allemagne,  Autriche
- Langue : allemand
- Format : couleur - 1,85:1 - Mono - 35 mm
- Genre : Drame
- Durée : 98 minutes
- Dates de diffusion :
  - Allemagne : 3 octobre 2005.

## Distribution
- August Diehl : Ferdinand von Walter
- Götz George : Président von Walter
- Katja Flint : Lady Milford
- Paula Kalenberg : Louise Miller
- Katharina Thalbach : Mme Miller
- Ignaz Kirchner : M. Miller
- Detlev Buck : Wurm, le secrétaire
- Georg Friedrich : Le Hofmarschall von Kalb
- Annika Kuhl (de) : Sophie, la femme de chambre
- Johann Adam Oest (de): Le majordome
- Torsten Michaelis : Le voleur

## Source de la traduction
- (de) Cet article est partiellement ou en totalité issu de l’article de Wikipédia en allemand intitulé « Kabale und Liebe (2005) » (voir la liste des auteurs).